# Shonto
Shonto (navaho Shą́ą́ʼtóhí) és una concentració de població designada pel cens dels Estats Units a l'estat d'Arizona. Segons el cens del 2000 tenia 568 habitants.

## Demografia
Segons el cens del 2000, Shonto tenia 568 habitants, 149 habitatges, i 118 famílies La densitat de població era de 48 habitants/km².
Dels 149 habitatges en un 52,3% hi vivien nens de menys de 18 anys, en un 53,7% hi vivien parelles casades, en un 19,5% dones solteres, i en un 20,8% no eren unitats familiars. En el 18,1% dels habitatges hi vivien persones soles el 4% de les quals corresponia a persones de 65 anys o més que vivien soles. El nombre mitjà de persones vivint en cada habitatge era de 3,81 i el nombre mitjà de persones que vivien en cada família era de 4,4.
Per edats la població es repartia de la següent manera: un 43,3% tenia menys de 18 anys, un 9,2% entre 18 i 24, un 24,6% entre 25 i 44, un 19% de 45 a 60 i un 3,9% 65 anys o més.
L'edat mediana era de 22 anys. Per cada 100 dones de 18 o més anys hi havia 86,1 homes.
La renda mediana per habitatge era de 42.500 $ i la renda mediana per família de 46.094 $. Els homes tenien una renda mediana de 34.063 $ mentre que les dones 26.875 $. La renda per capita de la població era de 12.411 $. Aproximadament el 16,5% de les famílies i el 14% de la població estaven per davall del llindar de pobresa.
Segons el cens dels Estats Units del 2010 el 96,30% són nadius americans, l'1,94% blancs i el 0,18% afroamericans. L'1,06% de la població són hispànics.

## Poblacions més properes
El següent diagrama mostra les poblacions més properes.